# Metacnephia blanci
Metacnephia blanci är en tvåvingeart som först beskrevs av Jean Charles Marie Grenier och Theodorides 1940.  Metacnephia blanci ingår i släktet Metacnephia och familjen knott. Inga underarter finns listade i Catalogue of Life.